# Impressions sous-marines
Pour plus de détails, voir Fiche technique et Distribution.
Impressions sous-marines (titre original allemand : Impressionen unter Wasser) est un film documentaire allemand de 2002 réalisé par Leni Riefenstahl.

## Synopsis
Leni Riefenstahl présente le film, discutant de son travail et de ses voyages sous-marins.
Le documentaire, principalement tourné en Papouasie-Nouvelle-Guinée, consiste en une série de séquences réalisées entre 1970 et 2000. D'autres prises de vues ont eu lieu aux Maldives, aux Seychelles, au Kenya, en Tanzanie, en Indonésie, à la mer Rouge, aux îles Cocos dans le Pacifique et dans la mer des Caraïbes (Cuba).

## Fiche technique
- Réalisation : Leni Riefenstahl
- Musique originale : Giorgio Moroder, Daniel Walker
- Photographie : Horst Kettner, Leni Riefenstahl
- Montage : Leni Riefenstahl
- Pays de production :  Allemagne
- Langue originale : allemand

## Contexte
Après la première de son film Tiefland en 1954, il était généralement admis que ce film serait le dernier de Leni Riefenstahl, principalement du fait d'un nombre important de films non aboutis. Cependant, quelques jours avant son centième anniversaire et 48 ans après Tiefland, le documentaire Impressions sous-marines est présenté au public.

Leni Riefenstahl rejette toutefois les affirmations que ce film serait un « retour ». 

« Impressionen Unterwasser n'est certainement pas un « come-back ». J'ai toujours été active et continuerai de l'être… Mon film montre la beauté du monde sous-marin. J'espère que cela va toucher la conscience du spectateur car il illustre simplement ce que le monde va perdre si rien n'est fait pour arrêter la destruction de nos océans. J'ai seulement dit que je suis fascinée par la beauté et la vie. Je cherche l'harmonie et, sous l'eau, je l'ai trouvée. »

— Leni Riefenstahl, traduit de l'article In the shadow of the swastika.

## Production
La réalisatrice Leni Riefenstahl a découvert la plongée sous-marine à l'âge de 72 ans et n'a depuis plus arrêté de plonger et de filmer les beautés de ce monde fascinant.
Impressions sous-marines est le résultat final de trente ans de prises de vue sous-marines. En 1983, Leni Riefenstahl décrit ses intentions pour un éventuel film : « les films sous-marins sont soit scientifiques, comme ceux de Jacques-Yves Cousteau, ou sensationnels, comme les films de requins de Hollywood, mais il n'en existe pas comme celui que nous prévoyons ».
Quelques plans de son projet de film ont été insérés dans le documentaire de 1993, Leni Riefenstahl, le pouvoir des images en illustration de sa toute récente expédition.

## Sortie
La première d'Impressions sous-marines a lieu au Delphi am Zoo à Berlin le 14 août 2002, une semaine avant le centième anniversaire — le 22 août — de la réalisatrice. Il est diffusé le lendemain sur Arte, ainsi qu'un entretien avec Leni Riefenstahl et la diffusion de la version originale de son film La Lumière bleue sorti en 1932. Il a également été présenté en 2003 au Festival du film indépendant de Maui (Hawaï) et au Festival international du film de Porto (Fantasporto) en 2004.